# 琵琶 (日本)

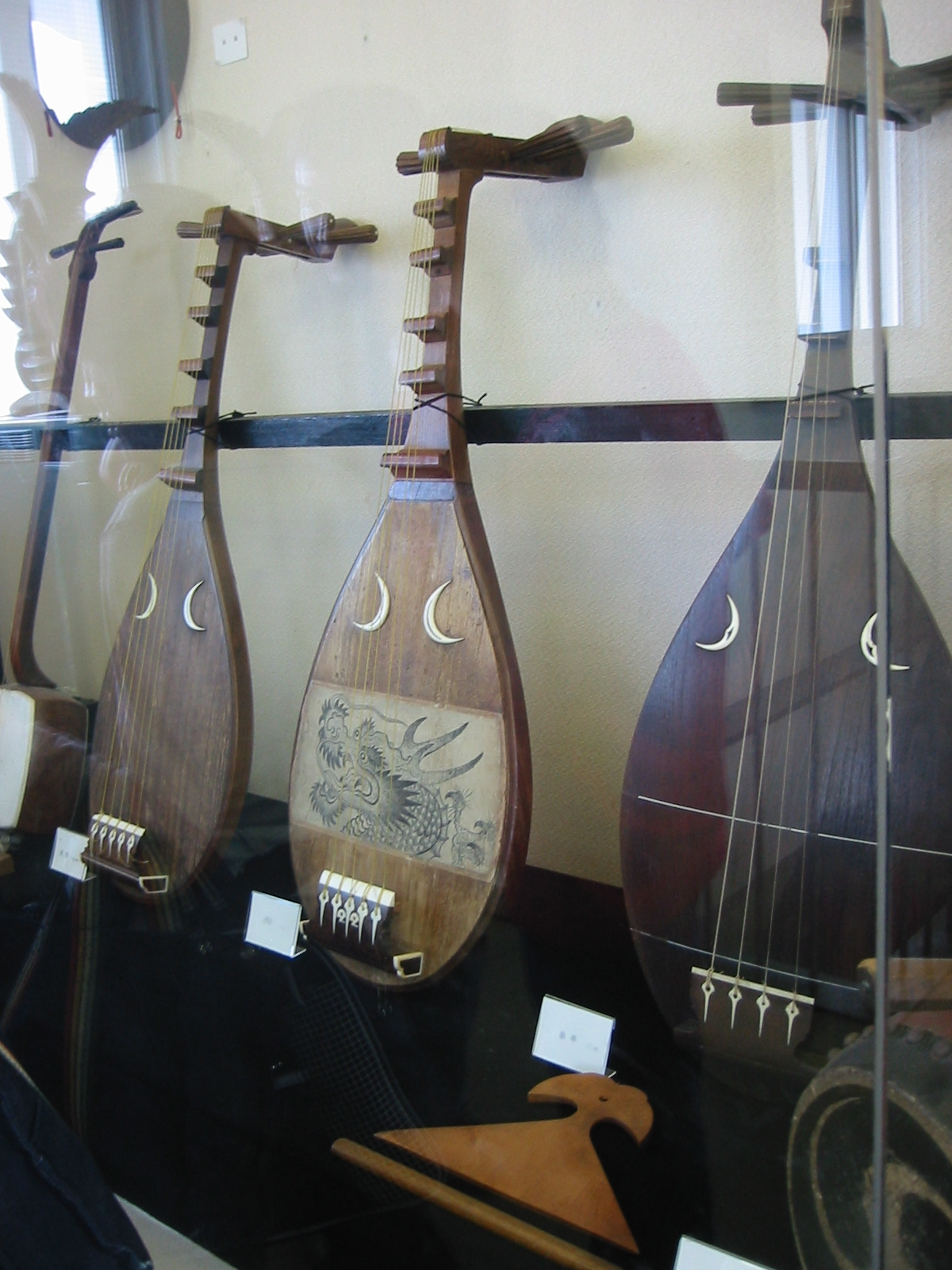
日本博物馆陈列的日本琵琶

日本琵琶於7－8世紀时由中国传入日本，正倉院的宝物藏品中仍留有当時传来的琵琶。演奏时用半扇形似银杏叶的拨子拨弦，种类有五弦琵琶、乐琵琶、平家琵琶、盲僧琵琶、唐琵琶、薩摩琵琶、筑前琵琶等，不同种类的日本琵琶较少用於合奏。现今我们所研究的日本琵琶基本上可以分为盲僧琵琶和雅乐琵琶两种。以日本琵琶为主奏乐器的音乐在当地被日本人统称为「琵琶乐」。

## 起源
源於波斯（今伊朗境內，位於伊朗高原西南部）。經由印度、中國在奈良時代時傳入日本。
琵琶的長度約在60公分至106公分之間。

## 演奏
日本的琵琶多以名為「撥」（撥子）的小薄板彈奏之，不用指彈，沿用中國唐代的方法。

## 分類

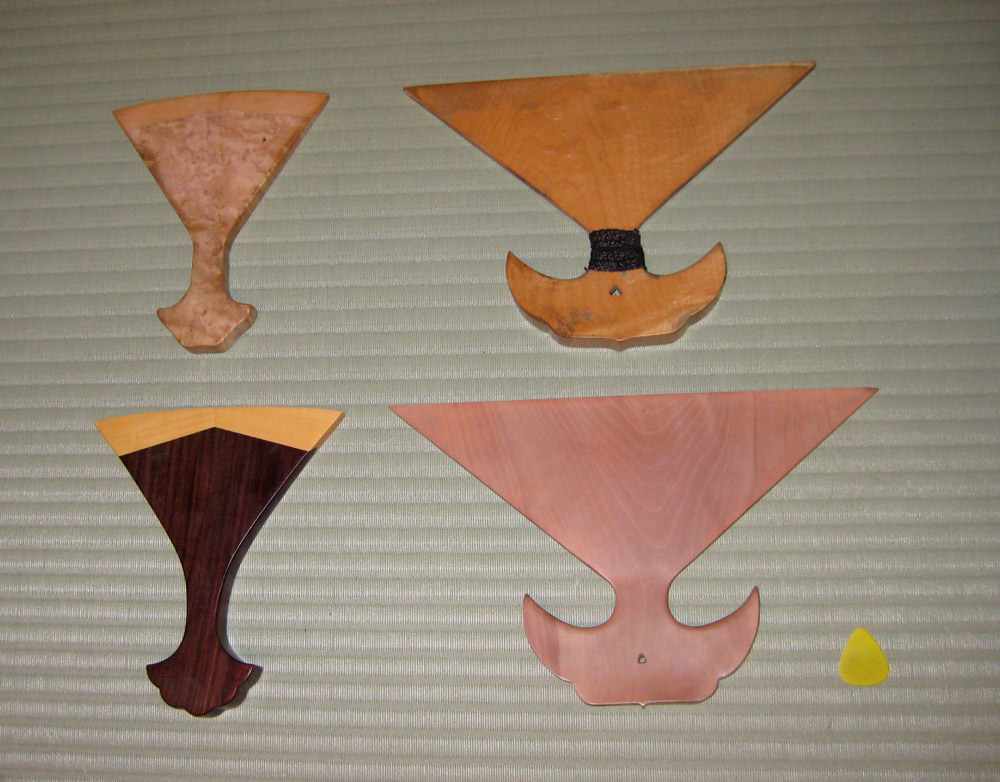
筑前琵琶（左）与薩摩琵琶的拨子

### 五弦琵琶
源於印度。中國唐代所使用的琵琶，傳入日本後，到平安時代初期仍在使用。以正倉院保存的「螺鈿紫檀五絃琵琶」最為有名。

### 樂琵琶
日本雅樂樂器之一。起源於今伊朗一帶，經由絲路、中國於奈良時代傳入日本。四弦四柱（品），長110C公分，在所有種類的日本琵琶中體型最大；撥片長20公分。原稱為琵琶，為了與後世民間音樂發展出來的薩摩琵琶、築前琵琶、平家琵琶區分，因此雅樂使用的琵琶又被稱為樂琵琶。演奏時採跪坐姿橫抱於膝上。

### 荒神琵琶、盲僧琵琶
盲僧琵琶因其作为盲僧朗诵佛经时使用而得名，有平家琵琶和萨摩琵琶两大流派。

### 薩摩琵琶
室町時代末期在薩摩地區流行的琵琶。樂器體型較樂琵琶小，全長約一公尺，四弦四柱，柱高且大；以扇形的撥彈奏之。
幕府末期的池田甚兵衛融合了市街與武士的兩種風格，成為薩摩琵琶的正派。明治時代東京的永田錦心創立了「錦心流」，有其門派特殊的錦琵琶；錦琵琶與薩摩琵琶相似，但為五弦五柱，一般为萨摩盲僧所用。

### 筑前琵琶、筑紫琵琶
明治20年代，博多的橘智定（號旭翁）所創。源於筑前的盲僧琵琶，並參考了薩摩琵琶與三味線體型比薩摩琵琶小，有四弦和五弦兩種，五柱。

### 平家琵琶
平曲的伴奏樂器。與樂琵琶相似但體型較小；四弦；以「撥」彈奏之，为盲僧讲唱《平家物语》作伴奏。

### 雅乐琵琶
雅乐琵琶是日本音乐当中使用最为广泛的一种琵琶，其形状如同中国的南音琵琶，四弦四柱，演奏时以横抱的姿势进行演奏，使用拨子弹奏琴弦，拨子以黄杨木做成。常用的定调方式有五种，对应日本的雅乐乐调。